# John Hancock
John Hancock, född 23 januari (12 januari enl. g.s.) 1737 i Braintree, Massachusetts, död 8 oktober 1793 i Quincy, Massachusetts, var en amerikansk politiker, president över den andra kontinentala kongressen och Konfederationens kongress, Massachusetts första guvernör och den förste personen som undertecknade den amerikanska självständighetsdeklarationen. Hancock betraktas i USA som en av grundlagsfäderna (Founding Fathers).
Eftersom Hancocks underskrift är så välkänd, används i USA ibland uttrycket "John Hancock" som synonym till namnunderskrift.
Innan den amerikanska revolutionen var John Hancock en av de rikaste männen i de tretton kolonierna efter att ha ärvt ett lönsamt kommersiellt företag av sin farbror. Han började sin politiska karriär i Boston som en protoge för Samuel Adams, en inflytelserik politiker. Hancock använde sitt välstånd för att stödja kolonisterna när spänningen mellan Storbritannien och kolonierna ökade på 1760-talet. Hans popularitet ökade i Massachusetts, speciellt efter att brittiska tjänstemän beslagtog hans slup Liberty år 1768 och anklagade honom för smuggling. Dessa anklagelser las ner så småningom. Han har ofta beskrivits som en smugglare i historiska uppgifter, men denna karaktärisering har ifrågasatts.

## Utmärkelser
Asteroiden 3731 Hancock är uppkallad efter honom.